# Bascanichthys ceciliae
Bascanichthys ceciliae is een straalvinnige vissensoort uit de familie van slangalen (Ophichthidae). De wetenschappelijke naam van de soort is voor het eerst geldig gepubliceerd in 1971 door Blache & Cadenat.